# Sự kiện Dalnegorsk

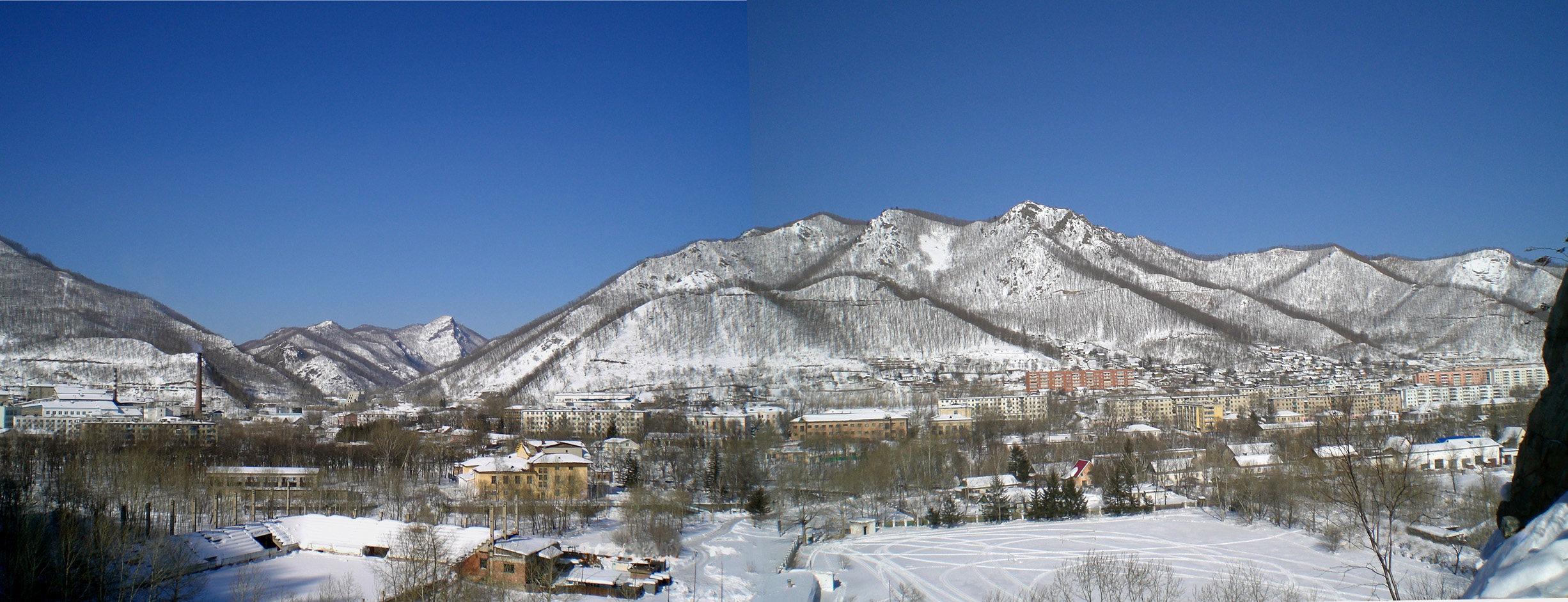
Quang cảnh Dalnegorsk và những ngọn đồi

Sự kiện Dalnegorsk hay còn gọi là Sự kiện UFO Điểm cao 611, đề cập đến vụ UFO gặp nạn rơi xuống ở Dalnegorsk, Primorsky Krai, Liên Xô, vào ngày 29 tháng 1 năm 1986.  Điểm cao 611 (còn được gọi là Núi Izvestkovaya) là một ngọn đồi nằm trên lãnh thổ của thị trấn Dalnegorsk.

## Diễn biến
Một quả bóng màu đỏ đã được người dân trong thị trấn chú ý vào khoảng 8 giờ tối ngày hôm đó. Các nhân chứng nói rằng quả bóng dường như to bằng một nửa đĩa Mặt Trăng. Quả bóng bay song song với mặt đất; không có âm thanh đi kèm với vật thể này.  Sau đó, người ta đã xác định rằng tốc độ của vật thể là khoảng 15 m/s (34 dặm/giờ) và nó đang bay cách mặt đất khoảng 700–800 mét. Khi vật thể bay tới Điểm cao 611, nó bắt đầu hạ xuống và sau đó đâm vào ngọn đồi. Tất cả các nhân chứng ngoại trừ một người nói rằng không có âm thanh khi vật thể chạm đất.
Quá trình hạ thấp xuống được các nhân chứng mô tả khác nhau. Một số người nói rằng vật thể rơi xuống với một đèn flash và không thể nhìn thấy sau đó; những người khác cho rằng nó dao động ở độ cao trên ngọn đồi, phát ra ánh sáng có cường độ khác nhau khi vật thể bay lên bay xuống. Ánh sáng phát ra từ vật thể được mô tả bởi một số người giống như một đám cháy rừng, kéo dài khoảng một giờ.
Một số tảng đá tại khu vực va chạm có những giọt kim loại bạc, sau đó được xác định là chì. Loại chì được tìm thấy trên Điểm cao 611 khác với loại chì được tìm thấy trong mỏ chì địa phương. Ngoài ra, các hạt màu đen, thủy tinh, hình giọt và mảnh lưới lóng lánh đã được tìm thấy tại nơi này. Tổng cộng, khoảng 70 g chì, 5 g mảnh lưới và 40 g hạt đã được phát hiện. Mức độ phóng xạ của mặt đất là bình thường. Nhóm đã chụp ảnh nơi này bằng hai máy ảnh khác nhau; thế nhưng bộ phim sau đó trở nên trắng xóa không có gì cả.

## Tiếp theo
Những quả bóng bay tương tự đã được phát hiện trên lãnh thổ Dalnegorsky, huyện Kavalerovsky, huyện Olginsky và Terneysky tại Primorsky Krai vào tháng 11 năm 1987. Một trong những quả bóng được chú ý trên Điểm cao 611 chiếu sáng mặt đất trên đỉnh đồi. Các mô tả về những quả bóng được đưa ra bởi các nhân chứng khớp với các mô tả về UFO bị rơi trên Điểm cao 611 năm 1986. Một tuyên bố về việc UFO hạ cánh trên Điểm cao 611 cũng được đưa ra vào năm 1989.